# Sebastian Jaryszek
Sebastian „Junior” Jaryszek (ur. 18 listopada 1976 w Warszawie) – polski tatuażysta, malarz i przedsiębiorca.

## Kariera zawodowa
Pracę tatuażysty rozpoczął w 1997 roku w Warszawie. Organizował międzynarodowe konwencje tatuażu takie jak Tattoo Show 2002 w Warszawie oraz Tattoo Show 2003 w Katowicach. Od 2013 roku współorganizuje Warsaw Tattoo Convention. W 2019 roku zasiadał w Jury 30. edycji Tattoo Konwent w Gdańsku.
W 2005 roku otworzył autorskie studio tatuażu pod nazwą Juniorink – najgorsze studio w mieście. Twórca marki maszynek do tatuowania Junix Machines. W 2016 roku otworzył LX Tattoo, studio tatuażu w Luksemburgu.
Organizator wystaw malarskich. Twórca projektu wystaw Juniorink Women. Efektem projektu jest Juniorink Women Tattoo Calendar. W 2020 roku odbyła się szósta edycja projektu. Współautor akcji twórczej i wystawy malarskiej Pocztówki z Norblina, która w 2009 roku odbyła w się w Fabryce Norblina.
W lutym 2021 roku zadebiutował w programie telewizyjnym Najgorsze polskie tatuaże emitowanym na antenie kanału TTV. Jest autorem tatuaży w filmie Och, Karol 2 z 2011 roku.
Jest autorem tatuaży m.in. Martyny Wojciechowskiej, Marcina Prokopa i Iwony Kutyny. 
W 2022 roku obchodził 25 lecie swojej twórczości.
17 stycznia 2025 w Fabryce Norblina odbyła się wystawa obrazów Sebastiana Jaryszka "Rok Smoka. Sztuka pisana obrazami", która była zwieńczeniem rocznego projektu poświęconego smokom - głównym motywom jego tatuaży.

## Działalność charytatywna
Wiosną 2020 roku zorganizował internetowy wernisaż Ostre widzenie połączony z aukcją. Dochód ze sprzedanych obrazów przekazał Domowi Dziecka w Żarach w formie komputerów, niezbędnych do zdalnej nauki.

## Życie prywatne
Ojciec dwóch córek.